# Nuno Claro
Nuno Claro teljes nevén Nuno Claro Simões Coimbra (Tondela 1977 január 7. –) becenevén Claro, portugál labdarúgó, aki a FC CFR 1907 Cluj labdarúgója.

## Címei
| Szezon  | Klub             | Cím              |
| ------- | ---------------- | ---------------- |
| 2007-08 | FC CFR 1907 Cluj | Liga I           |
| 2009-10 | FC CFR 1907 Cluj | Liga I           |
| 2007-08 | FC CFR 1907 Cluj | Román Kupa       |
| 2008-09 | FC CFR 1907 Cluj | Román Kupa       |
| 2009    | FC CFR 1907 Cluj | Román Szuperkupa |